# Ethanol-Kraftstoff

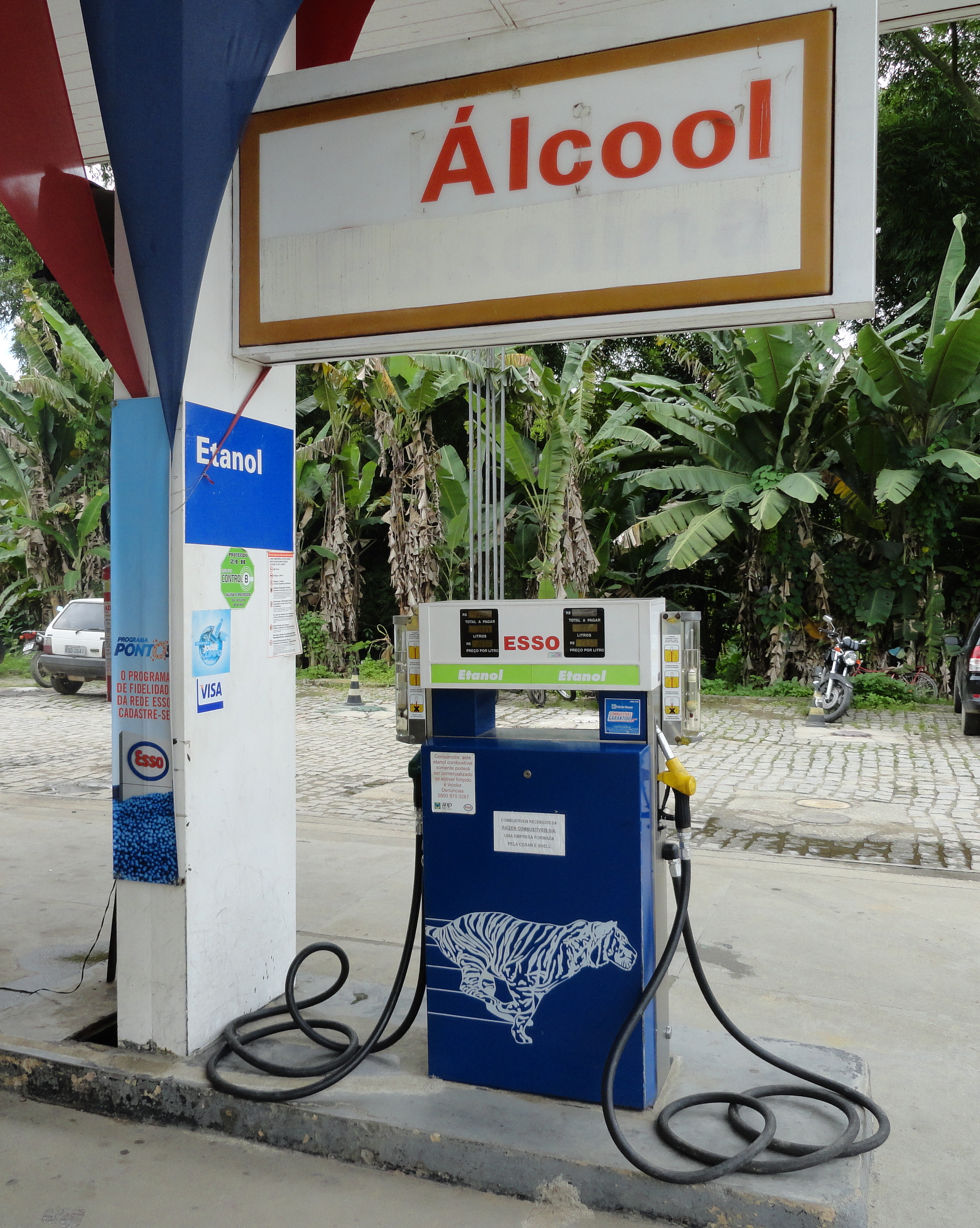
Ethanol-Tankstelle in Paraty, Brasilien

Ethanol-Kraftstoffe sind Ottokraftstoffe mit unterschiedlich hohen Anteilen an Ethanol. Die Gemische werden nach dem Anteil von Ethanol im Benzin bezeichnet, z. B. E85 mit 85 % Ethanol. Das in Deutschland bei seiner Einführung zunächst kontrovers diskutierte E10-Gemisch mit 10 % Ethanol oder das Gemisch aus Benzin mit nur geringer Ethanol-Beimischung (E5 mit 5 % Ethanol)  wird unverändert als Benzin bezeichnet.
In Deutschland sind Anforderungen und Prüfverfahren für Ethanol-Kraftstoff in der DIN-Norm DIN 51625 genormt.
Reines Ethanol ist eine chemische Verbindung und weist daher unabhängig von seiner Herstellung immer die gleichen physikochemischen Eigenschaften auf. Es gibt keinen chemischen Unterschied zwischen Ethanol aus fossilen Kohlenstoffverbindungen oder Bioethanol aus pflanzlicher Rohstoffquelle. Bioethanol weist zwar einen wesentlich höheren Anteil an dem radioaktiven Kohlenstoffisotop 14C auf, der bei den physikochemischen Eigenschaften jedoch vernachlässigbar ist. Weltweit gesehen hat heutzutage aus fossilen Quellen (beispielsweise durch Hydratisierung von aus Kokereigas stammendem Ethen) hergestellter Alkohol keine Bedeutung; von der produzierten Menge biologisch erzeugten Ethanols werden etwa 35 % als Neutralalkohol für Getränke und Lebensmittel sowie für weitere technische Zwecke erzeugt und etwa 65 % zur Nutzung als Kraftstoff. In Deutschland ist das Verhältnis etwa 50:50.
Das als Zusatzstoff von Benzin in unterschiedlichen Mischungskonzentrationen biologisch hergestellte Ethanol, das nur für Kraftstoffzwecke verwendet wird, wird heutzutage als Bioethanol bezeichnet, es ist im Kontext der energetischen Nutzung von nachwachsenden Rohstoffen bedeutend. Bioethanol für die Beimischung zu Benzin wird mit Vergällungsstoffen wie Benzin, ETBE oder Methanol versetzt. Gängige Vergällungsmittel, wie sie etwa bei Spiritus oder Alkohol für kosmetische Zwecke beigemischt werden, beispielsweise MEK (Methylethylketon), dürfen in Kraftstoffen nach EN 228 nicht verwendet werden. Während Bioethanol bisher nur aus Zucker und somit vor allem aus Zuckerrüben sowie stärkehaltigem Getreide gewonnen wurde, wird mit neueren Verfahren vor allem auf Biomasse zellulosehaltiger Rohstoffe wie Chinaschilf, Rutenhirse und Holz zugegriffen; das Ergebnis ist das Cellulose-Ethanol.
→ siehe Hauptartikel Biokraftstoff

## Geschichte
Nikolaus August Otto verwendete bereits in den 1860er Jahren „Spiritus“ (Kartoffelsprit, Äthylalkohol) als klopffesten Kraftstoff (Oktanzahl mind. 104 ROZ) in den Prototypen seines Verbrennungsmotors. Während des Ersten Weltkriegs wurde dieser Kraftstoff als Motoren-Spiritus für hohe Leistungsanforderungen wie Jagdflugzeuge verwendet.
Bereits in der Weimarer Republik gab die Reichskraftsprit-Gesellschaft ab 1925 etwa 25 % Kartoffelsprit zum Benzin dazu und verkaufte das Gemisch unter dem Namen Monopolin. Bis in die 1950er Jahre wurde Ethanol mit diversen weiteren Kraftstoffen wie Benzol, Methanol, Aceton und Nitrobenzol zu sehr klopffesten Rennkraftstoffen gemischt, die heute aufgrund der toxischen Wirkung auf Menschen und der aggressiven Wirkung auf das Material verboten sind.
Aufgrund der Versorgungslage bei Benzin gab es in Deutschland mit der 1925 gegründeten Reichskraftsprit (RKS) einen Hersteller von Spiritus (Kartoffelschnaps) zur Verwendung als Ottokraftstoff. Allerdings diente der Einsatz weniger als Mittel zur Erhöhung der Klopffestigkeit, sondern vielmehr zur Unterstützung der anbauenden Landwirtschaft. Die RKS vertrieb ihr Benzingemisch mit einem ungefähr 25-prozentigen Anteil Spiritus unter dem Markennamen Monopolin. 1930 trat in Deutschland die Bezugsverordnung von Spiritus zu Treibstoffzwecken für alle Treibstofffirmen in Kraft. Jeweils 2,5 Gewichtsprozente der produzierten oder eingeführten Treibstoffmenge waren von der Reichsmonopolverwaltung zu beziehen und dem Benzin beizumischen. Diese Quote erhöhte sich bis Oktober 1932 schrittweise auf 10 %.
In den folgenden Jahrzehnten blieb Erdöl die hauptsächliche Energiequelle. Erst mit den Ölkrisen der 1970er Jahre fand Ethanol als Kraftstoff neues Interesse. Ausgehend von Brasilien und USA wurde die Nutzung von Ethanol aus Zuckerrohr und Getreide (Bioethanol, Biokraftstoff der 1. Generation) als Treibstoff für Autos ebenso wie andere alternative Kraftstoffe auf der Basis nachwachsender Rohstoffe zunehmend durch Regierungsprogramme unterstützt. Eine globale Ausweitung dieser Bestrebungen entstand infolge des Kyoto-Protokolls. Aufgrund möglicher Flächenkonkurrenz beim Anbau von Energiepflanzen  wird verstärkt daran gearbeitet, künftig Biokraftstoffe der 2. Generation (Cellulose-Ethanol) und der Biokraftstoffe der 3. Generation (BtL-Kraftstoff) herstellen zu können, die eine deutlich positive Umweltbilanz aufweisen.
Inzwischen ist die Technik ethanolbetriebener Motoren weit fortgeschritten. So ist beispielsweise der  838 kW (1140 PS) starke Supersportwagen Koenigsegg Agera, der 2013 in Serienfertigung ging, mit E85 und E100 (85 % bzw. 100 % Ethanol) zu betreiben. Selbst bei einem Verbrauch von 25 l/100 km emittiert der Agera weniger CO2 als die meisten Elektrowagen mit deutschem Strommix. Die CO2-Belastung, berechnet auf Grundlage der Biokraftstoff-Nachhaltigkeitsverordnung, beträgt äquivalent 64 g CO2/km beim Fahren mit E100 und 165 g CO2/km mit dem E85-Kraftstoff.

## E85
Bioethanol wird mit einem Gehalt von 85 % (bei Sommerkraftstoff) zu 15 % normalem Ottokraftstoff  verkauft, als sogenanntes E85. Flexible Fuel Vehicles (FFV) können mit diesem Kraftstoffgemisch betrieben werden. Die Umrüstung anderer Fahrzeuge mit Ottomotor ist möglich, jedoch sind einige Einschränkungen zu beachten. In Brasilien, Schweden, Tschechien und den USA gibt es E85 bereits lange am Markt, und FFV-Modelle werden dort serienmäßig angeboten. Sie sind zumeist für einen beliebig zusammengesetzten Treibstoff aus Bioethanol und Ottokraftstoff geeignet. In Deutschland wurden diese Fahrzeuge u. a. von Saab (BioPower), Ford (Flexifuel), Volvo (Flexifuel), Renault (E85) und VW (flex fuel) in meist geringer Zahl vertrieben. Mit Beginn des Jahres 2005 bauten in Deutschland Freie Tankstellen kontinuierlich das Angebot aus.
Verglichen mit fossilem Benzin ist der Verbrauch bei E85 deutlich höher. Ursache ist die unterschiedliche benötigte Luftmasse für das stöchiometrische Verbrennungsluftverhältnis Lambda = 1. Während bei Super-Benzin ca. 14,7 kg Luft mit 1 kg Kraftstoff verbrannt werden können, sind es bei reinem Bioethanol nur ca. 9,0 kg Luft mit 1 kg Kraftstoff. In Liter umgerechnet ergibt sich ein theoretischer Mehrverbrauch von 42 % von E85 gegenüber Super-Benzin. Da aber auch Sauerstoffgehalt, Oktanzahl (Klopffestigkeit) und Verdampfungsenthalpie eine Rolle spielen, reduziert sich der Praxiswert auf bis zu 30 %, je nach Motorbauart.
Bis zum 31. Dezember 2015 wurde der Ethanolgehalt im Kraftstoff in Deutschland nicht besteuert. Davon profitierte der E85-Kraftstoff ganz besonders. Seit dem 1. Januar 2016 wird auch der Ethanolanteil des Kraftstoffs voll besteuert. Dies hat dazu geführt, dass so gut wie alle Tankstellen, welche E85 in Deutschland verkauften, diesen Kraftstoff nach Leerung des Tankstellentanks nicht mehr nachbestellt haben.

## Kritik
Ethanol-Kraftstoff ist ein Biokraftstoff, dessen Vor- und Nachteile sich in der wissenschaftlichen und politischen Diskussion befinden. Kritik gibt es etwa zur Klimabilanz, zu möglichen Konkurrenzeffekten zur Bereitstellung von Lebensmitteln oder zur möglichen Bedrohung von Tropischen Regenwäldern.